# Haute-Sierck
Pour les articles homonymes, voir Sierck (homonymie).
Haute-Sierck est un village et une ancienne commune de Moselle, rattachée à Kerling-lès-Sierck depuis 1811.

## Toponymie
- Anciennes mentions[1] :  Udensirck (1594), Udensircq (XVIIe siècle), Ouden-Sierck (1645-1676), Audesir (1656), Odensierk (1681), Audensierck (1686), Haudensirk (1715), Audensirck et Audensrik (1717), Sierques-Haut (1724), Adensirque (1756), Ober Sierck (1940-44).
- En francique lorrain : Audesirk[1], Auderseréck et Auder-Seréck.

## Histoire
Était anciennement un village du domaine et de la prévôté de Sierck, ainsi qu'une annexe de la paroisse de Kerling. Faisait partie de la seigneurie de Frémestroff
en 1681, dépendait de la mairie et de la seigneurie de Montenach en 1781.
Avait le statut de commune de 1790 jusqu'au 6 juin 1811, date à laquelle Haute-Sierck fut rattaché à Kerling par décret.